# لی سون کیون
لی سون کیون (کره‌ای: 이선균؛ ۲ مارس ۱۹۷۵ – ۲۷ دسامبر ۲۰۲۳) بازیگر اهل کره جنوبی بود. او به صورت بین‌المللی به خاطر ایفای نقش در فیلم انگل (۲۰۱۹) یک فیلم کمدی سیاه برندهٔ جایزه اسکار به کارگردانی بونگ جون هو شناخته می‌شود که به خاطر آن جایزه‌ای در جوایز انجمن بازیگران فیلم به همراه گروه بازیگران فیلم برنده شد. او چندین جایزه دیگر از جمله یک نامزدی برای جوایز بین‌المللی امی دریافت کرد.
لی پس از آغاز حرفه‌اش در تئاتر موزیکال، برای سال‌های زیادی نقش‌های جزئی و فرعی در سینما و تلویزیون انجام می‌داد و تنها توانست در پروژه درام‌های تک قسمتی شبکه کی‌بی‌اس، دراما سیتی و ام‌بی‌سی بست تئاتر نقش اصلی بازی کند. در پروژه بست تئاتر لی با کارگردان لی یون جونگ در دهکده ملی ته‌رونگ (۲۰۰۵) کار کرد که منجر به انتخاب او برای پروژه بعدی این کارگردان، کافه پرنس شد. کافه پرنس و درام پزشکی پشت برج سفید (هر دو در سال ۲۰۰۷) باعث محبوبیت لی شد و سپس این محبوبیت با پاستا (۲۰۱۰)، زمان طلایی (۲۰۱۲) و آجوشی من (۲۰۱۸) دنبال شد.
در همین حال، در سینما، او جایزه بهترین بازیگر مرد از جشنواره بین‌المللی فیلم لاس پالماس برای عملکردش در پاجو (۲۰۰۹) دریافت کرد و به دنبال آن تحسین منتقدان را برای فیلم معمایی دلهره‌آور درمانده (۲۰۱۲)، کمدی رمانتیک همه چیز درباره همسرم (۲۰۱۱) و کمدی سیاه جنایی یک روز سخت (۲۰۱۴) به دست آورد.
لی چندین همکاری با کارگردان هونگ سانگ سو داشت و در فیلم‌های هنری این کارگردان، شب و روز (۲۰۰۸)، فیلم اوک‌هی (۲۰۱۰)، سون‌هی ما (۲۰۱۳) و هه‌وون دختر هیچ‌کس (۲۰۱۳) ایفای نقش کرد.
در ۲۷ دسامبر ۲۰۲۳، لی در اثر خودکشی با مسمومیت با کربن منوکسید در سن ۴۸ سالگی درگذشت. در زمان مرگ، لی به دلیل مصرف مواد مخدر تحت بازجویی قرار گرفته بود.

## مرگ
خبرگزاری کره جنوبی یونهاپ گزارش داد که این بازیگر ۴۸ ساله پس از گزارش همسرش به پلیس، مبنی بر خروج او از خانه، ساعت ۱۰:۱۲ صبح جسدش در نزدیکی پارک واریونگ در منطقه جونگروی سئول در خودرو خود پیدا شد و به نظر می‌رسید یک یادداشت خودکشی همراه او پیدا شده‌است.
طبق گزارش خبرگزاری که یونهاپ کره جنوبی مطرح کرد، این بازیگر گفته بود که از سوی فردی که در بار کار می‌کرد مورد باج خواهی قرار گرفته، فریب خورده و مواد مخدر مصرف کرده‌است.
نقض قوانین سختگیرانه مواد مخدر در کره جنوبی می‌تواند به شش ماه تا ۱۴ سال حبس برای متخلفان منجر شود.

## فیلم‌شناسی

### فیلم
| سال  | عنوان                        | نقش                   | توضیحات                                    | منابع         |
| ---- | ---------------------------- | --------------------- | ------------------------------------------ | ------------- |
| ۲۰۰۰ | سایکو دراما                  | پارک دونگ وو          | فیلم کوتاه                                 |               |
| ۲۰۰۲ | بزرگش کن                     | وو جونگ چول           |                                            |               |
| ۲۰۰۲ | سوپرایز پارتی                | کیم جونگ وو واقعی     |                                            |               |
| ۲۰۰۲ | A Perfect Match              | پزشک                  |                                            |               |
| ۲۰۰۲ | پرونده ایکس رئیس             | گانگستر               |                                            |               |
| ۲۰۰۳ | Goodbye Day                  |                       | فیلم کوتاه                                 |               |
| ۲۰۰۳ | بوی عشق                      | دکتر شین              |                                            |               |
| ۲۰۰۳ | شو شو شو                     | سانگ چول              |                                            | [ ۶ ]         |
| ۲۰۰۳ | Survival Meeting Game        |                       | فیلم کوتاه                                 |               |
| ۲۰۰۴ | هیچ‌هایکینگ                   | مرد                   | فیلم کوتاه                                 |               |
| ۲۰۰۴ | مادر من، پری دریایی          | دو هیون               |                                            |               |
| ۲۰۰۴ | عشق خیلی الهی                | یک زوج                |                                            |               |
| ۲۰۰۴ | آر پوینت                     | گروهبان پارک          |                                            |               |
| ۲۰۰۵ | Curry and Rice Story         |                       | فیلم کوتاه                                 |               |
| ۲۰۰۵ | Erotic Chaos Boy             |                       |                                            |               |
| ۲۰۰۶ | The Customer Is Always Right | لی جانگ گیل           |                                            |               |
| ۲۰۰۶ | A Cruel Attendance           | چون مان هو            |                                            |               |
| ۲۰۰۷ | شهر ما                       | جه شین                |                                            | [ ۷ ]         |
| ۲۰۰۸ | شب و روز                     | یون کیونگ سو          |                                            |               |
| ۲۰۰۸ | ساکوا                        | مین سوک               |                                            |               |
| ۲۰۰۸ | جزیره رمانتیک                | کانگ جه هیوک          |                                            | [ ۸ ]         |
| ۲۰۰۹ | گمشده در کوهستان             | میونگ وو              | فیلم کوتاه از پروژه دیجیتال جونجو ویزیتورز |               |
| ۲۰۰۹ | پاجو                         | کیم جونگ شیک          |                                            |               |
| ۲۰۱۰ | فیلم اوک‌هی                   | نام جین گو            |                                            |               |
| ۲۰۱۰ | عاشقانه‌های کوچک              | جونگ به               |                                            |               |
| ۲۰۱۱ | افسر سال                     | جونگ یی چان           |                                            |               |
| ۲۰۱۲ | درمانده                      | جانگ مون هو           |                                            |               |
| ۲۰۱۲ | همه چیز درباره همسرم         | لی دو هیون            |                                            |               |
| ۲۰۱۳ | هه‌وون دختر هیچ‌کس             | لی سونگ جون           |                                            |               |
| ۲۰۱۳ | سون‌هی ما                     | مون سو                |                                            |               |
| ۲۰۱۴ | یک روز سخت                   | کو گون سو             |                                            |               |
| ۲۰۱۵ | وکیل مدافع: جسد گمشده        | بیون هو سونگ          |                                            |               |
| ۲۰۱۷ | مورد توجه پادشاه             | یه‌جونگ چوسان          |                                            | [ ۹ ]         |
| ۲۰۱۷ | مرد اراده                    | گو جونگ               | حضور ویژه                                  |               |
| ۲۰۱۷ | یک بانوی خاص                 | ایم سانگ هون          |                                            | [ ۱۰ ]        |
| ۲۰۱۸ | تیک پوینت                    | یون جی یی             |                                            | [ ۱۱ ]        |
| ۲۰۱۹ | جو پیل هو: خشم سپیده‌دم       | جو پیل هو             |                                            | [ ۱۲ ]        |
| ۲۰۱۹ | انگل                         | پارک دونگ ایک (ناتان) |                                            |               |
| ۲۰۲۰ | آقای باغ‌وحش: وی‌آی‌پی گمشده    | بز سیاه (صدا)         |                                            |               |
| ۲۰۲۲ | کینگ‌میکر                     | سو چانگ ده            |                                            | [ ۱۳ ] [ ۱۴ ] |
| ۲۰۲۳ | کشتن عشق                     | جاناتان نا            |                                            | [ ۱۵ ]        |
| ۲۰۲۳ | خواب                         | هیون سو               |                                            | [ ۱۶ ] [ ۱۷ ] |
| ۲۰۲۴ | پروژه سکوت                   | چا جونگ وون           | انتشار پسامرگی                             | [ ۱۸ ] [ ۱۹ ] |
| ۲۰۲۴ | سرزمین خوشبختی               | پارک ته جو            | انتشار پسامرگی                             | [ ۲۰ ] [ ۲۱ ] |

### مجموعه تلویزیونی
| سال       | عنوان                                         | نقش                              | توضیحات                |
| --------- | --------------------------------------------- | -------------------------------- | ---------------------- |
| ۲۰۰۲      | عاشقان                                        | لی سون کیون                      |                        |
| ۲۰۰۳      | هزار سال عشق                                  | پیل گا                           |                        |
| ۲۰۰۳      | ام‌بی‌سی بست تئاتر «Chakhan Dangshin Loveholic» |                                  |                        |
| ۲۰۰۳      | ام‌بی‌سی بست تئاتر «بابا رومئو، مامان ژولیت»    |                                  |                        |
| ۲۰۰۳      | دراما سیتی «18-year-old Bride»                |                                  |                        |
| ۲۰۰۴      | دراما سیتی «Semi-transparent»                 | دونگ سو                          |                        |
| ۲۰۰۴      | دراما سیتی «دکتر لاو»                         |                                  |                        |
| ۲۰۰۵      | دراما سیتی «Love of a Spider Woman»           |                                  |                        |
| ۲۰۰۵      | دراما سیتی «Innocent Love»                    |                                  |                        |
| ۲۰۰۵      | لاوهولیک                                      | کیم ته هیون                      |                        |
| ۲۰۰۵      | ام‌بی‌سی بست تئاتر «دهکده ملی ته‌رونگ»           | لی دونگ کیونگ                    |                        |
| ۲۰۰۶      | فراری لی ده یونگ                              | نو چول کی                        |                        |
| ۲۰۰۶      | ام‌بی‌سی بست تئاتر «Behind»                     |                                  |                        |
| ۲۰۰۷      | پشت برج سفید                                  | چوی دو یونگ                      |                        |
| ۲۰۰۷      | کافه پرنس                                     | چوی هان سونگ                     |                        |
| ۲۰۰۸      | سئول شیرین من                                 | کیم یونگ سو                      |                        |
| ۲۰۰۹      | سه‌گانه                                        | جو هه یون                        |                        |
| ۲۰۱۰      | پاستا                                         | چوی هیون ووک                     |                        |
| ۲۰۱۰      | رابطه کمی خطرناک ما                           | کی دونگ چان                      | درام ویژه              |
| ۲۰۱۲      | زمان طلایی                                    | لی مین وو                        |                        |
| ۲۰۱۳      | دوشیزه کره                                    | کیم هیونگ جون                    |                        |
| ۲۰۱۶      | به عشق گوش کن                                 | دو هیون وو                       | [ ۲۲ ]                 |
| ۲۰۱۶      | حسادت آشکار                                   | قرار بدون آشنایی قبلی ماری (صدا) | حضور افتخاری (قسمت ۱۵) |
| ۲۰۱۸      | آجوشی من                                      | پارک دونگ هون                    | [ ۲۳ ]                 |
| ۲۰۱۹–۲۰۲۰ | خاطرات یک دادستان                             | لی سون وونگ                      | [ ۲۴ ]                 |
| ۲۰۲۳      | تسویه حساب: پول و قدرت                        | اون یونگ                         | [ ۲۵ ]                 |

### مجموعه اینترنتی
| سال  | عنوان      | نقش         | منابع  |
| ---- | ---------- | ----------- | ------ |
| ۲۰۲۱ | دکتر مغز   | سه وون      | [ ۲۶ ] |
| ن/م  | No Way Out | بک جونگ شیک | [ ۲۷ ] |

### برنامه تلویزیونی
| سال  | عنوان                       | نقش               | منابع  |
| ---- | --------------------------- | ----------------- | ------ |
| ۲۰۱۳ | مارس: داستانی از دوستان     | عضو گروه بازیگران |        |
| ۲۰۱۹ | پیشروان قطار سراسری سیبری   | عضو گروه بازیگران |        |
| ۲۰۲۳ | Very Private Southeast Asia | عضو گروه بازیگران | [ ۲۸ ] |

### حضور در موزیک ویدئو
| ترانه | نام آهنگ                                          | آرتیست      |
| ----- | ------------------------------------------------- | ----------- |
| ۱۹۹۹  | «It's OK» (괜찮아)                                | بیجو        |
| ۲۰۰۱  | «You Remain in My Heart» (너는 내 마음 속에 남아) | لوسید فال   |
| ۲۰۰۷  | «آریرانگ» (아리랑)                                | اس‌جی وانابی |
| ۲۰۰۸  | «Between Hidden Time» 가려진 시간 사이로)         | یون گون     |
| ۲۰۱۲  | «Deep Night Sad Song» (깁은밤 슬픈노래)           | ئی‌توآرئی    |